# Ri
El ri (里?) es una unidad de longitud utilizada en Japón. Un ri equivale a 3927,273 m (43200/11 m). Un ri se divide en 36 chō.